# آدام کالین
آدام کالین (انگلیسی: Adam Collin؛ زادهٔ ۹ دسامبر ۱۹۸۴) بازیکن فوتبال اهل بریتانیا است.
از باشگاه‌هایی که در آن بازی کرده‌است می‌توان به باشگاه فوتبال دونکستر راورز، باشگاه فوتبال وورکینگتون ای. اف. سی، باشگاه فوتبال اولدهام اتلتیک، باشگاه فوتبال روترهام یونایتد، باشگاه فوتبال کارلایل یونایتد، باشگاه فوتبال آبردین، باشگاه فوتبال نیوکاسل یونایتد، و باشگاه فوتبال نوتس کانتی اشاره کرد.